# Liga ASOBAL de 2006–07
A Liga ASOBAL de 2006–2007 foi a 17º edição da Liga ASOBAL como primeira divisão do handebol espanhol. Com 16 equipes participantes o campeão foi o BM Ciudad Real.